# La buona figliuola

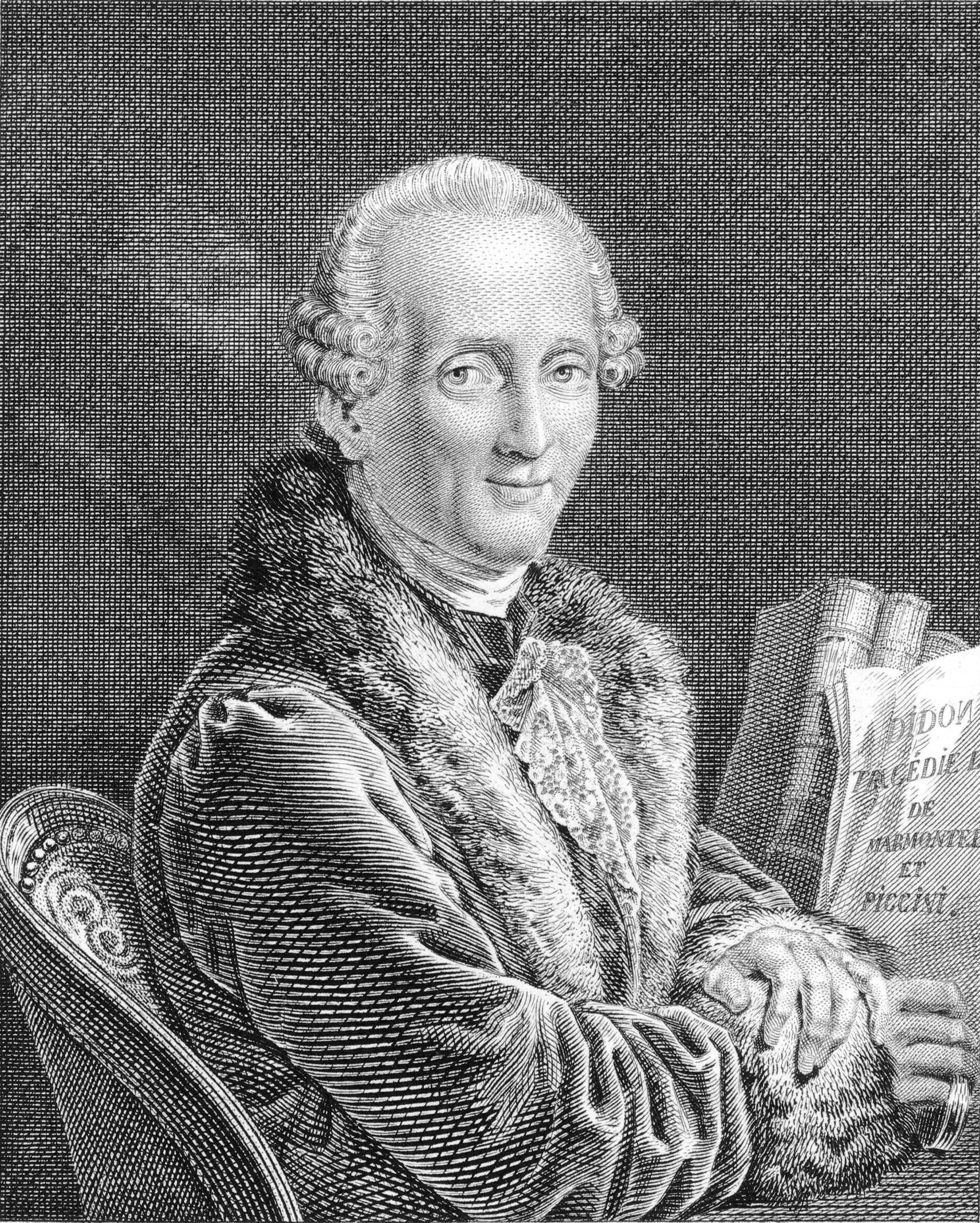
Niccolò Piccinni.

La buona figliuola (Den godhjärtade flickan) eller La Cecchina (Cecchina) är en opera buffa i tre akter med musik av Niccolò Piccinni och libretto av Carlo Goldoni efter romanen Pamela, or Virtue Rewarded av Samuel Richardson (1740).

## Historia
Librettot hade tidigare tonsatts av Egidio Duni (1756). Piccinnis verk påstods ha tillkommit på endast 18 dagar och hade premiär den 6 februari 1760 på Teatro delle Dame i Rom med enbart män i alla sångarroller. Operan var Piccinnis största succé och etablerade honom som en av tidens ledande kompositörer av komiska operor. La buona figliuola blev en trendsättare och uppfördes på alla europeiska operahus. Den nådde Paris 1775 och 1779 var den välkänd från Irland till Ryssland. Den sades till och med ha framförts av jesuiter inför Kinas kejsare Qianlong 1778.
Piccinni önskade återupprepa succén med en uppföljare, La buona figliuola maritata (1761), som också var en succé men som inte åtnjöt lika stor popularitet.
Svensk premiär den 28 mars 1781 på Stora Bollhuset i Stockholm i ett gästspel av en italiensk operatrupp.

## Personer
- Cecchina, husa (sopran)
- Armidoro, förlovad med Lucinda (sopran)
- Markisen av Conchiglia, förälskad i Cecchina (tenor)
- Lucinda, markisens syster (sopran)
- Mengotto, en fattig man förälskad i Cecchina (baryton)
- Paoluccia, husa (mezzosopran)
- Sandrina, husa (sopran)
- Tagliaferro, tysk soldat (baryton)

## Handling

### Akt I
Markisen älskar sin husa Cecchina och önskar gifta sig med henne trots systern och hela hushållets motstånd. Endast den fattige bonden Mengotto försvarar Cecchina (som han är förälskad i). Cecchina själv tror inte på markisens kärlek men återgäldar den i alla fall. De sammansvurna skvallrar för markisen att Cecchina älskar Mengotto och hon drivs ut ur huset.

### Akt II
Markisens blivande svåger Armidoro ser till att Cecchina fängslas och på så sätt ser han till att hon är ur vägen. Hon räddas dock av Mengotto och förs bort av markisen. Mengotto tröstas av en tysk soldat som sedan presenterar sig för markisen. Hans uppdrag är att spåra upp Mariandel, dottern till hans ädle general och baron. Det visar sig vara Cecchina.

### Akt III
Den överlycklige markisen kan nu gifta sig med sin högadliga brud.